# Ливен, Матвей Григорьевич
Барон Матвей Григорьевич фон Ливен (нем. Matthias Eberhard von Lieven; 24 февраля 1698, Литва — 16 августа 1762, Курляндия и Семигалия) — российский генерал-лейтенант, участник русско-турецкой 1735—1739, русско-шведской и Семилетней войн.

## Биография
Происходил из старинного рода остзейских дворян Ливен. Его отец, Готгард-Эрнст (1658—1732), служил лейтенантом в датской армии; мать София Елизавета (?—1728), дочь Отто-Георга фон Тротта-Трейден, была родственницей по жене герцога Эрнста Бирона.
Матвей Григорьевич Ливен в 1717 году поступил на службу в саксонско-польскую армию и был там прапорщиком в полку королевских лейб-драгун, под начальством Сапеги. В 1723 году перешёл на русскую службу тем же чином в полк Роопа, при чём тотчас же принял участие в Персидском походе, был ранен при взятии Дербента. В том же 1723 году назначен адъютантом в Пермский полк.
В 1726 году он был определён в Кавалергардский корпус поручиком; 24 февраля 1729 года был переведён в Тверской драгунский полк, а в 1731 году произведён в секунд-майоры и состоял в качестве адъютанта сначала при генерале Вейсбахе, а затем при русском полномочном министре в Варшаве камергере Фридрихе Левенвольде. Двухлетнее пребывание в Литве и Варшаве (1731—1732) дало возможность Ливену ознакомиться с положением дел в Польше. После того как после смерти Августа II Россия вмешалась в борьбу за польский престол, Ливен, только что произведённый в подполковники 17 февраля 1733 года был отправлен в Литву и должен был там представлять интересы российской императрицы Анны Иоанновны. После избрания Августа III, Ливен в свите обер-шталмейстера графа Левенвольде ездил в Краков на коронацию нового короля.
По возвращении в Россию, Ливен переведён в Киевский пехотный полк и в 1735 году был в Австрийской империи в посланном туда корпусе, под начальством генерал-лейтенанта Ласси, причём всю зиму простоял в Гейдельберге и только в октябре 1735 года имел небольшое столкновение с французами под крепостью Филипсбург.
В Очаковском походе Ливен исполнял должность помощника генерал-квартирмейстера армии. 2 июля 1737 года состоял в отряде генерал-лейтенанта Карла Бирона, отличился при взятии Очакова и 19 сентября того же года был произведён в полковники с назначением командиром Тобольского пехотного полка. В следующем году Ливен участвовал в Днестровской кампании и был при взятии Бендер, а в 1739 году по именному указу вызван в Петербург и в апреле вместе с генерал-майором Францем Даревским отправлен в Литву.
В Литве Ливену поручалось уговорить литовцев к составлении конференции против Лещинского. Благодаря содействию деятельного сторонника России князя Радзивилла, ему удалось устроить конференцию в Новогородском воеводстве и склонить несколько поветов в Литве, но при этом ему приходилось беспрестанно требовать присылки денег. Миссия Ливена окончилась сама собой с вступлением русской армии в пределы Польши, но в том же году 25 ноября в местечке Сашанове была учреждена комиссия для исследования и удовлетворения приносимых от поляков жалоб на русские войска при обратном их проходе в Россию. Со стороны России комиссарами были назначены генерал-майоры Даревский, Виттен и полковник Ливен.
В мае 1741 года Ливен вернулся в Россию, а в октябре того же года он был послан в Польшу для склонения польских и литовских вельмож согласиться на избрание в герцоги Курляндские принца Людвига Эрнста Брауншвейгского. Вступление на престол императрицы Елизаветы изменило направление русской политики в этом вопросе и в декабре 1741 года Ливену было дано поручение не допустить прихода к власти Людвига Эрнста. Вскоре Ливен вернулся в Москву со всеми имевшимися у него бумагами.
В июле 1742 года Ливен был отправлен из Москвы в Польшу для противодействия и уничтожения конфедерации, которая зачалась по шведским фракциям, и для разведывания и отвращения замыслов Франции. Его усилиями конфедерация была уничтожена. В феврале 1743 года Ливен вернулся в Россию и вступил в командование своим полком, стоявшим в Або. В том же году он участвовал в походе в Швецию. В августе 1744 года Ливен возвратился в Россию и командовал авангардом отряда.
22 февраля 1746 года Ливен был произведён в бригадиры и командовал сначала Тобольским и Сибирским полками, потом Архангелогородским, Выборгским, Киевским и Каргопольским. Через месяц после производства в бригадиры Ливен, вместе с генерал-адъютантом князем Волконским был послан в Польшу на сейм, причём им поручалось приводить вельмож к полезным мнениям и общим с Россией мерам. С 1747 по 1756 год Ливен провёл в Риге, Ревеле и Пернове, командуя бригадой, затем он был произведен в генерал-майоры, а 25 декабря 1755 года — в генерал-лейтенанты.
В феврале 1756 года Ливен был назначен командиром 3-го кавалерийского корпуса, стоявшего на границе между Смоленском, Стародубом, Черниговом и Брянском. В конце сентября 1756 года после первого осмотра полков своего корпуса, Ливен доложил о полном расстройстве Каргопольского, Рижского, Тверского и Ингерманландского драгунских полков. Главнокомандующий граф Апраксин предписал Ливену озаботиться пополнением полков лошадьми. В конце января 1757 года Ливену было предписано выступить с его конницей с Днепра в пределы Литвы и сосредоточиться на линии Вильно — Слуцк; 29 апреля Ливен занял Ковно. Когда 7 августа было объявлено новое распределение русской армии, отряд Ливена вошёл в состав авангарда, порученного авантюристу саксонской службы — генералу Сибильскому. До 19 августа кавалерия Ливена несла разведочную службу. В составе 1-й дивизии Фермора, занимавшей правый фланг позиции, Ливен принял участие в Гросс-Егерсдорфском сражении, во время которого он был серьёзно ранен: контужен 2 ружейными пулями, причём одна из них разбила табакерку на его груди, а картечь раздробила ему правую ногу. После трёхмесячного лечения Ливен уехал в своё имение Дюнгоф и подал прошение об отставке.
До конца своей жизни Ливен так и не смог излечиться от полученной им раны в ногу. Скончался 16 августа 1762 года и был похоронен в своём имении Дюнгоф. С 1743 года был женат на Екатерине-Елизавете фон Липгард (1724—1785), дочери Фридриха Вильгельма и имел детей: Шарлотту (? — 1744), Вильгельмину (1748—1829) и сына Фридриха Георга (1748—1810), бывшего уездным предводителем дворянства в Курляндии.